# Sunrise (How I Met Your Mother)
Sunrise (o traducido como "El amanecer") es el decimoséptimo episodio de la novena temporada de la serie de televisión de CBS How I Met Your Mother y el episodio 201 de la serie en general.

## Reparto
| - Josh Radnor como Ted Mosby. - Jason Segel como Marshall Eriksen. - Cobie Smulders como Robin Scherbatsky. - Neil Patrick Harris como Barney Stinson. - Alyson Hannigan como Lily Aldrin. - Cristin Milioti como La Madre. (ausente) - Bob Saget como Futuro Ted Mosby. (voz, no acreditado) | - Sarah Chalke - Stella Zinman - Ashley Williams - Victoria - Abby Elliott - Jeanette - Bill Fagerbakke - Marvin Eriksen, Sr. - BriTANicK - Kyle y Justin - Roger Bart - Curtis - Tim Gunn - Él mismo |

## Trama
El Futuro Ted cuenta una historia acerca de cómo veía a su mejor «amigo» globo volar lejos, afirmando que las cosas que más te amas no puedes dejarlos ir o los perderás para siempre. En el presente, el domingo a las 5 a. m., 13 horas antes de la boda, Ted y Robin están caminando por la playa en busca de Barney y recordando a las cinco principales exnovias de Ted : 5. Stella, 4. Zoey, 3. La Calabaza Facilona (Naomi), 2. Marshall, de aquella vez en que él y Ted se hicieron pasar por una pareja para tratar de vender el apartamento de Barney y 1. Victoria y sus cinco peores exnovias : 5. Blah Blah, 4. Becky (Robin se refiere a ella como «Boats, Boats, Boats»), 3. Karen, 2. Zoey (quien logró entrar a las dos listas) y 1. Jeanette.
Mientras tanto, un Barney borracho sale del hotel y encuentra a dos hombres; Justin y Kyle, en la calle y los lleva a un club de estriptis diciendo que les enseñará cómo vivir. Los dos hombres no creen en las reclamaciones de Barney sobre que la forma de vestir será clave para conquistar a las mujeres, entonces Barney los lleva con Tim Gunn a ser vestidos con trajes, pero cambian de opinión cuando van a una fiesta donde Barney juega el juego «Haaave you met?» («Conoces a...?»), estableciendo a los dos chicos con dos damas. Al salir el sol, Barney le dice a los chicos lo que él le decía a Ted a principios de la serie, que cada momento será legendario, si se comparte con los amigos. Barney da a los dos hombres de una pila de servilletas ; la pieza superior de la servilleta dice «The Playbook», pasando por todo lo que sabía acerca de la vida de soltero para ellos.
En el hotel, Marshall se imagina un «fantasma» de Lily buscando ganar la discusión, y cuando él le reclama lo de San Francisco, Lily fantasma le dice que sería mejor que discutiera sobre eso con Lily de 2006. Cuando él le dice a la Lily 2006 que haberlo dejado fue lo más triste que jamás haya sentido, le recuerda a la muerte de su padre, lo que trae un fantasma de su padre en la habitación. Marshall discute con sus fantasmas hasta la fantasma Lily del presente le dice que si sigue tomando decisiones el solo y si sigue pensando sobre ganar o perder una pelea en el matrimonio, poco a poco ambos irán terminando su relación. Cuando la verdadera Lily regresa, ella y Marshall tratan de reconciliarse y reavivar su romance después de que ella le dice que deben quedarse en Nueva York.
Cuando Robin le pregunta si Ted se ha mantenido en contacto con sus exnovias, él dice que no lo ha hecho, sin embargo el Futuro Ted revela que él había mentido. En realidad, Ted había contactado con Stella, Victoria, y Jeanette para localizar relicario perdido de Robin. Después de llamar a Stella y no encontrar el relicario en Los Ángeles, se enteró de que Victoria había tomado el relicario con ella cuando se mudó a Alemania. Victoria acordó enviar el relicario a Ted, pero el paquete había sido interceptado por Jeanette. En el presente, Ted le confiesa a Robin que él y Victoria terminaron porque Victoria le dio un ultimátum sobre dejarlo o que el dejara de hablar con Robin. Robin le dice a Ted que no debió haber dicho que no a Victoria, y que si de eso dependía la felicidad de Ted ella hubiera estado triste un tiempo, pero lo hubiera comprendido, es entonces cuando Ted le dice a Robin que para el no hay un Top 5 de las mejores exnovias, y que hay un top 1 que es Robin y siempre lo será. Ted recuerda cuando intento recuperar el relicario y de como había concluido cuando Jeanette deja caer el relicario en el río después de señalar lo irracional que es para el no estar dispuesto a dejar ir a Robin. Ted y Robin terminan su paseo viendo el amanecer juntos y Ted finalmente suelta Robin, que se muestra volando en su mente como su globo, pero sigue siendo decepcionado al saber que Robin pensó que debía haberla besado al final de su primera cita.

## Música
- «Eternal Flame» - The Bangles

## Blog de Barney
- Barney pone 30 reglas para una vida increíble.[1]